# Лысая гора (региональный ландшафтный парк)
«Лысая гора» (укр. «Лиса гора») — урочище и региональный ландшафтный парк, расположенный на территории Голосеевского района Киевского горсовета (Украина). Создан 17 февраля 1994 года. Площадь — 137,1 га. Землепользователь — национальный историко-архитектурный музей «Киевская крепость».

## История
Региональный ландшафтный парк был создан Решением Киевского горсовета от 17 февраля 1994 года № 14.

## Описание
Парк занимает одноименное урочище и историческую местность на правобережье Днепра между Саперно-Слободской улицей, Столичным шоссе, рекой Лыбедь, историческими местностями Сапёрной Слободкой и Багрыновой горой. На северо-востоке к парку примыкает памятник природы Природное русло реки Лыбедь. В урочище расположен историко-архитектурный памятник Лысогорский форт — часть Киевской крепости.
Есть информационные знаки.
Как добратьсяː Пешком от ст. м. Выдубичи. Близлежащее метроː   Выдубичи.

## Природа
Ландшафт парка представлен лесами природного и антропогенного происхождения (80 %), лугами и луговыми степями (20 %). Растительность формировалась при отсутствии рекреации, но при интенсивных рубках.
Лесная растительность представлена дубовыми, грабово-дубовыми и дубовыми лесами. Высота древостоя 20-25 м. Здесь расположены дубы Ополченский и Тотлебена. Подлесок формируют такие виды лещина, бересклет бородавчатый и европейский; травостой — сныть обыкновенная, яснотка зеленчуковая, осока волосистая, копытень европейский, звездчатка ланцетовидная. Искусственные насаждения представлены древесными породами клён остролистный, ясень высокий, вяз гладкий, липа сердцелистная, береза бородавчатая, дуб обыкновенный, граб, груша обыкновенная и другие, которые образовывают смешанные насаждения из нескольких видов. Водно-болотная растительность распространена в котловине с озером, что на востоке урочище, с доминирующими тростником с добавлением схеноплектуса (камыша) озёрного и рогоза узколистного.
Изолированность урочища от других природных комплексов обуславливает отсутствие редких видов животных, кроме дятла желна.